# Боянув (гміна)
Гміна Боянув (пол. Gmina Bojanów) — сільська гміна у східній Польщі. Належить до Стальововольського повіту Підкарпатського воєводства.
Станом на 31 грудня 2011 у гміні проживало 7454 особи.

## Територія
Згідно з даними за 2007 рік площа гміни становила 179.60 км², у тому числі:
- орні землі: 30.00%
- ліси: 55.00%

Таким чином, площа гміни становить 21.56% площі повіту.

## Населення
Станом на 31 грудня 2011:
| Опис     | Загалом | Загалом | Чоловіки | Чоловіки | Жінки | Жінки |
| -------- | ------- | ------- | -------- | -------- | ----- | ----- |
| одиниця  | осіб    | %       | осіб     | %        | осіб  | %     |
| все      | 7454    | 100     | 3801     | 50.99    | 3653  | 49.01 |
| міське   | 0       | 100     | 0        |          | 0     |       |
| сільське | 7454    | 100     | 3801     | 50.99    | 3653  | 49.01 |

## Сусідні гміни
Гміна Боянув межує з такими гмінами: Ґрембув, Дзіковець, Єжове, Майдан-Крулевський, Нисько, Нова Демба, Стальова Воля.